# Redavalle
Redavalle ist eine norditalienische Gemeinde (comune) mit 999 Einwohnern (Stand 31. Dezember 2023) in der Provinz Pavia in der Lombardei. Die Gemeinde liegt etwa 17 Kilometer südsüdöstlich von Pavia in der Oltrepò Pavese und gehört zur Comunità Montana Oltrepò Pavese.

## Gemeindepartnerschaft
Redavalle unterhält eine Partnerschaft mit der französischen Gemeinde Vaux-en-Bugey im Département Ain.

## Verkehr
Durch die Gemeinde führen die Autostrada A21 von Turin nach Brescia sowie die frühere Strada Statale 10 Padana Inferiore von Turin nach Monselice.